# هارت آو دیکسی
هارت آو دیکسی یا دکتر زویی (به انگلیسی: Hart of Dixie)، مجموعه تلویزیونی کمدی درام آمریکایی است که در شبکه CW در تاریخ ۲۶ سپتامبر ۲۰۱۱ به نمایش درآمد.
این مجموعه، توسط لیلا گرستین، با درخشش ریچل بیلسون به عنوان دکتر زویی هارت، یک نیویورکی که بعد از اینکه رویاهایش برای جراح قلب شدن از هم گسیخت، یک پیشنهاد به عنوان یک پزشک عمومی در شهر ساحلی بلوبل واقع در ایالت آلاباما را می‌پذیرد.

## داستان
داستان سریال دربارهٔ پزشک زنی به نام «زویی هارت» است، که در نیویورک زندگی می‌کند. او پس از فارغ‌التحصیل شدن از دانشگاه در رشته پزشکی، به سرعت جا پای پدر خود می‌گذارد و به یک جراح قلب و سینه تبدیل می‌شود. اما زمانی که داشت رویاهای زویی هارت به تحقق می‌پیوست، پیشنهاد یک غریبه را قبول می‌کند. آن شخص دکتر «هارلی والکس» است، که قرار شد با او در شهر کوچک ساحلی در آلاباما کار کند. زویی بالاخره وارد این شهر کوچک می‌شود. اما در این شهر اتفاقاتی می‌افتد که زندگیش کاملاً تغییر می‌کند، با افراد مختلف و بسیاری آشنا می‌شود که داستان اصلی از همین‌جا شروع می‌گردد.

## توسعه و تولید
در ۱ فوریه ۲۰۱۱، اعلام شد که CW یک طرح اولیه برای Hart of Dixie سفارش داده است. در ۱۷ مه ۲۰۱۱، این شبکه رسماً سریال Hart of Dixie را انتخاب کرد که قرار بود در پاییز ۲۰۱۱ پخش شود. این سریال دومین باری بود که جاش شوارتز، تهیه کننده اجرایی و راشل بیلسون ستاره سریال با هم در تلویزیون کار می‌کردند. اولین باری که این دو با هم کار کردند در درام نوجوان فاکس The O.C بود که توسط شوارتز ساخته شد. تهیه کننده اجرایی سریال، جاش شوارتز، نمایش را با Felicity، Everwood و دختران گیلمور (Gilmore Girls) مقایسه کرد.
با افشای برنامه پاییز ۲۰۱۱ CW، اعلام شد که هارت دیکسی روز دوشنبه در ساعت ۹:۰۰ بعد از ظهر شرقی/۸:۰۰ بعد از ظهر مرکزی، به دنبال Gossip Girl پخش خواهد شد. اولین بار در دوشنبه، ۲۶ سپتامبر ۲۰۱۱ انجام شد. در ۱۲ اکتبر ۲۰۱۱، این سریال برای یک فصل کامل انتخاب شد که شامل بیست و دو قسمت خواهد بود. مارک پدویتز در کنار دریافت همه درام های دیگر CW گفت: "ما به قدرت خلاقانه این درام ها اعتقاد داریم و با بازگرداندن ۹ سفارش به آن‌ها می‌توانیم به مخاطبان خود فرصت لذت بردن از فصل های کامل هر سه آنها را بدهیم."  در ۱۱ مه ۲۰۱۲، CW سریال را برای فصل دوم تمدید کرد، که اولین بار در ۲ اکتبر ۲۰۱۲ پخش شد. CW سریال را برای فصل سوم در ۲۶  آوریل ۲۰۱۳ تمدید کرد و در اکتبر ۲۰۱۴ شروع به پخش کرد. سریال در دسامبر سال ۲۰۱۴ برای فصل چهارم تمدید و در مارس ۲۰۱۵ به پایان کار خود رسید.

##### عوامل سریال
در ۸ فوریه ۲۰۱۱، TVLine گزارش داد که راشل بیلسون در حال رسیدن به تفاهم برای بازی در سریال است. نقش او بعدا توسط CW در یک بیانیه مطبوعاتی تایید شد. بلافاصله پس از آن، ویلسون بتل در نقش وید کینزلا، همسایه «پسر بد زرق و برق دار» زویی به بازیگران پیوست. اسکات پورتر به عنوان وکیل خوش‌نظر جورج تاکر انتخاب شد.
در ۲۰ می ۲۰۱۱، اعلام شد که نانسی تراویس به دلیل تعهداتش با کمدی Last Man Standing محصول فاکس قرن بیستم، سریال را ادامه نخواهد داد. تراویس پس از نوشتن دو قسمت اول، مردیت مونرو در یک قسمت به عنوان مادر جدا شده لمون ظاهر شد. جوبت ویلیامز در سه قسمت در نقش کندیس هارت، مادر شخصیت بیلسون ظاهر شد. در ۲۶ ژوئیه ۲۰۱۳، اعلام شد که کیتلین بلک به وضعیت عادی سریال برای فصل سوم ارتقا یافته است.